# Jake Sullivan
Jacob Jeremiah Sullivan (Burlington, Vermont, 28 de noviembre de 1976) es un funcionario del gobierno estadounidense designado como Consejero de Seguridad Nacional por la administración del presidente Joe Biden. Anteriormente fue asesor político principal de la campaña electoral presidencial de 2016 de Hillary Clinton, con experiencia en política exterior, y subjefe de gabinete en el Departamento de Estado. Sullivan es un becario Montgomery Fellow de la universidad Dartmouth College y miembro senior y miembro de la facultad de Maestría en Políticas Públicas de la Carsey School of Public Policy. Sullivan también fue asesor principal del gobierno de Estados Unidos para las negociaciones nucleares con Irán y profesor visitante en la Facultad de Derecho de Yale.
Antes de enseñar en Yale, Sullivan trabajó en la administración de Barack Obama como asistente adjunto del presidente y Consejero de Seguridad Nacional del vicepresidente estadounidense Joe Biden. También se desempeñó como Director de Planificación de Políticas en el Departamento de Estado y como subjefe de gabinete de la Secretaria de Estado de Estados Unidos, Hillary Clinton. Antes de esto, fue subdirector de políticas en la campaña para las primarias presidenciales de 2008 de Hillary Clinton y miembro del equipo de preparación del debate para la campaña electoral general de Barack Obama.
El 23 de noviembre de 2020, el presidente electo Joe Biden anunció que Sullivan sería nombrado Consejero de Seguridad Nacional en el gabinete de la nueva administración Biden.

## Estudios
Sullivan asistió a la secundaria Southwest High School en Minneapolis, Minnesota, de la que se graduó en 1994. Fue un campeón de debate en la escuela secundaria, presidente del consejo estudiantil y fue votado por sus compañeros de clase como el alumno «con más posibilidades de alcanzar el éxito».

Sullivan asistió a la Universidad de Yale, donde recibió una licenciatura en ciencias políticas en 1998. En 2000, se graduó con una Maestría en Filosofía (MPhil) habiendo recibido una beca Rhodes para estudiar relaciones internacionales en la Universidad de Oxford, en el Reino Unido, donde se convirtió en editor en jefe de la Oxford International Review. Posteriormente, regresó a la Facultad de Derecho de Yale y se graduó con un Juris Doctor en 2003.
En Yale, fue editor del Yale Law Journal y del Yale Daily News. Fue miembro de la Asociación de Debate de Yale y obtuvo una beca Truman en su tercer año. También trabajó para Strobe Talbott, presidente de la Brookings Institution, en el Yale Center for the Study of Globalization (en español: Centro de Yale para el Estudio de la Globalización).

## Negociaciones nucleares con Irán
En noviembre de 2013, Associated Press informó que funcionarios de la administración de Obama habían estado en contacto secreto con funcionarios iraníes durante 2013 sobre la viabilidad de un acuerdo sobre el programa nuclear iraní. El informe declaró que los funcionarios estadounidenses, incluido el subsecretario de Estado William Burns, el asesor principal sobre Irán de la Casa Blanca, Puneet Talwar, y Jake Sullivan, se habían reunido en secreto con sus homólogos iraníes al menos cinco veces, cara a cara, en Omán. Esos esfuerzos allanaron el camino para el acuerdo interino de Ginebra sobre el programa nuclear iraní, conocido oficialmente como el Plan de Acción Conjunto, firmado por Irán y los países P5 + 1 en Ginebra, Suiza, el 24 de noviembre de 2013.
Desde entonces, Sullivan asistió regularmente a las consultas bilaterales con Irán en Ginebra, como miembro de la delegación de Estados Unidos sobre las negociaciones nucleares de Irán, hasta el inicio de la administración Trump.

## Vida privada
Sullivan se casó en junio de 2015 con Margaret Goodlander, exasesora política de los senadores Joe Lieberman y John McCain y asistente legal del juez principal Merrick Garland y del juez Stephen Breyer.